# Ganalu, Malavalli
Ganalu là một làng thuộc tehsil Malavalli, huyện Mandya, bang Karnataka, Ấn Độ.